# Andreas Dobert Kalleberg
Andreas Dobert Kalleberg  (15. oktober 1772 – 9. november 1827) var en dansk arkitekt. 
Kalleberg forsøgte 1810 at blive agreeret, men hans tegning: Et Forum for kong Frederik VI blev forkastet. 1811 søgte han en ledig lærerstilling ved Kunstakademiet, men fik den ikke, ej heller blev han 1819 stiftskonduktør i Ålborg, skønt Kunstakademiet anbefalede ham som en ved rejser, dannet, såre kyndig, smagfuld og praktisk brugbar artist. I stedet ernærede han sig som tømrermester, indtil C.F. Hansen i 1820 ansatte ham som kongelig bygningskonduktør ved Christiansborg. I 1823 søgte han at blive bygningsinspektør i Slesvig og 1826 at blive slotsbygningsforvalter, men opnåede ingen af disse stillinger.

## Uddannelse
Lærte tømrerhåndværket og gennemgik Kunstakademiet, vandt den lille sølvmedalie 1794, den store 1796 og den lille guldmedalie 1799 (Et søkadetakademi).

## Rejser
1804-1807 sammen med arkitekt J. L. Thrane til Italien, hvor de i Rom kom til at stå Thorvaldsen nær.

## Udstillinger
Charlottenborg 1807 (en concertsal) og 1824 (prospekt af colonnaden). 

## Embeder og hverv
Bygningskonduktør ved Christiansborg 1820.